# طرف علوي
الطرف العلوي في علم تشريح الإنسان وهي المنطقة ما بين الكتف وحتى أطراف الأصابع  ويشمل أعضاء الطرف كله.

## مكونات عامة
يتكون الطرف العلوي من الأجزاء التالية:
- كتف
- عضد
- المرفق
- ساعد
- رسغ
- يد

## عظام
العظام التالية تعتبر من مكونات الطرف العلوي:
- ترقوة - وهي العظمة الوحيدة في الطرف العلوي التي تتمفصل مع الجذع.
- لوح الكتف
- عظمة العضد
- عظمة الكعبرة
- عظمة الزند
- عظام الرسغ
- عظم مشط اليد
- سلاميات